# Bună ordonare
O relație de bună ordonare este o relație de ordine, totală, definită pe o mulțime, având proprietatea că orice submulțime nevidă a mulțimii respective are un prim element (un minim). O mulțime pe care s-a stabilit o relație de bună ordonare se numește mulțime bine ordonată.